# 浅利義明
浅利 又七郎義明（あさり またしちろうよしあき、1822年（文政5年） - 1894年（明治27年）4月16日）は、江戸時代末期（幕末）から明治時代の剣術家。中西派一刀流第4代・中西子正の次男で、後に浅利義信の養子となった。幼名は兜七郎。

## 生涯

### 剣術
実父である一刀流中西道場第4代・中西子正と、後に養父となる浅利義信より剣術を学んだ。義明が24歳頃の立合い稽古は週1400回に達し、その間負けることは無かった。義明の稽古振りは、相手に少しでも間合いに入られると「参った。」と言って剣を引いたといわれ、義明の剣風を実見した木下寿徳は、「上げ小手の裏を打つ人は、義明以外に見たことがない。」と、驚嘆している。また、義明の打つ一刀流の形は、「中西派の門弟で受け切る者がいない。」といわれるほど鋭いもので、勝海舟は「義明は、剣道の神様といわれた人だ。この人に掛かったら、どんな人でも手足が縮んで動きができなかった。」といっている。

### 浅利家入り
義父の浅利義信は中西派一刀流別家であった。弟子の千葉周作に養女と結婚させ道場を継がせたが、周作が組太刀の改変を始めたことから、周作夫婦を離縁した。のちに、義明が中西家より養子に入る。義明は道場と共に小浜藩江戸屋敷の剣術指南役も受け継いだ。

### 弟子
弟子に一刀正伝無刀流（無刀流）を開いた山岡鉄舟がいる。義明と鉄舟は、三間五間の道場を、所狭しと小半日（三時間余）も戦ったが、勝負がつかない。六尺二寸（190cm）・二十八貫（105kg）という鉄舟が、体当たり突きなどを放つが、42歳の熟練された義明は、竹刀で左右に外したり、諸手突きで寄せ付けない。ついに鉄舟が、鍔迫り合いから足がらみで義明を倒すと、義明が「山岡さん、今の勝負はどうでしたか。」といった。鉄舟は「とうとう、せしめました。拙者の勝ちです。」と胸を張って行ったが、義明が「いや、倒れ際に、片手で打った胴に手応えがあったので、私の勝ちだ。」という。胴を外して見てみると、内側の竹が三本折れていたが、負けん気の鉄舟は、「これは拙者が貧乏で、虫食いの胴を付けていたので、自然と折れたものです。」と屈しないで辞去した。
鉄舟は帰途、義兄の高橋泥舟のところへ寄って、顛末を話すと、泥舟は「鉄っあん、そいつは本物だぜ。」という。鉄舟は「俺も、そう思う。」といって、翌日、非礼を詫びて門人となった。鉄舟は明治天皇の侍従として仕えながら、義明を超えるべく剣術や禅の修行を続けていたが、1880年（明治13年）、忽然として大悟し、義明を招いて立合う。義明は鉄舟に相対すると「もう及ぶところではない」と剣を収め、一刀流の印可を授けた。

### 晩年
維新後は、駿府藩主・徳川家達の剣術指南役を務めた。その後、鉄舟の斡旋で有栖川宮家の撃剣御用係となり、威仁親王の剣術を指導した。1894年（明治27年）4月16日に亡くなった。